# Kerstin Wohlbold
Kerstin Wohlbold (ur. 11 stycznia 1984 we Friedrichshafen), niemiecka piłkarka ręczna, reprezentantka kraju, środkowa rozgrywająca. Obecnie występuje w Bundeslidze, w drużynie Thüringer HC.

## Sukcesy
- mistrzostwo Niemiec  (2011)
- puchar Niemiec  (2011)